# Chilly & Leafy
Chilly & Leafy är en musikerduo som framför dancehall med mer eller mindre reggaeinfluenser.
Leafy (Gary Beckford) och Chilly (Kent Westerberg) började spela dancehall på svenska 1998 och året därpå spelade de på bl.a. Hultsfredsfestivalen och Storsjöyran. Singeln "Vart Ska Du Ta Vägen" spelades in av Soundism och gavs ut 2001. Låten användes i Telias reklamfilm för ungdomsabonnemang som visar en äldre man i en skivbutik som säger "grymt flow". Reklamfilmen producerades av Henrik Schyffert. Albumet "Unda Dawg Entourage" spelades in hos Soundism och gavs ut 2002.

## Diskografi
Album
- 2002 – Unda Dawg Entourage

EP
- 1999 – Tuff Tripp
- 2001 – Vart Ska Du Ta Vägen
- 2001 – Schlookdans
- 2002 – Vilka Är Dom

Singlar
- 1999 – "Du Och Jag" (maxi-singel)
- 2002 – "Jaskabara" (maxi-singel)
- 2002 – "Skyller Ifrån Sig"